# 中田竜太
中田 竜太（なかだ りゅうた、1988年4月10日 - ）は、日本の競艇選手。福島県いわき市出身。
埼玉支部所属。登録第4547号。104期。同期に妻の浜田亜理沙をはじめ、竹井奈美、松田大志郎などがいる。師匠は須藤博倫。実の父は元オートレース選手の中田義明（川口19期・通算優勝8回、同期には片平巧らがいる）。

## 選手経歴
2009年5月15日、戸田競艇場でデビュー。3日目の5月17日にデビュー5戦目で初勝利、水神祭をあげる。
2017年4月10日、自身の誕生日に丸亀競艇場のG1京極賞開設65周年記念で、記念初優勝（1コース、逃げ）。
同年9月24日、蒲郡競艇場で開催されたGI第4回ヤングダービーで、選考勝率1位から優勝（準優勝戦は3コースからのまくりであった）。前年の松田大志郎に続き、2年連続で104期が優勝した。この年は賞金ランキング上位18位以内に入り、住之江競艇場で開催された第32回賞金王決定戦に初出場。SG優出経験がない選手の賞金王決定戦出場は、第8回大会の新美恵一以来、24年ぶりの記録となった（なお、新美は第8回賞金王決定戦でSG初優出・4着）。
2025年6月28日、地元の戸田競艇場で開催された第35回グランドチャンピオン決定戦の準優勝戦で逃げ切り、SG出場33回目・準優10回目の挑戦にして遂にSG初優出。翌6月29日に行われた優勝戦では2コースから差したが、池田浩二を捕らえきれず2着となった。